# Тарасов, Владимир Павлович (оперный певец)
Владимир Павлович Тарасов (род. 1938) — украинский советский оперный певец, солист оперы Одесского государственного академического театра оперы и балета. Заслуженный артист Украинской ССР (1975), Народный артист Украины (1994).

## Биография
В 1960 году окончил Ленинградский инженерно-строительный институт, 1969 — Одесскую консерваторию. С 1969 по 1973 годы был солистом Новосибирского театра, 1974—1976 — Днепропетровского театра, 1976—1981 — Одесской филармонии. С 1981 года — солист Одесского театра оперы и балета. Дипломант всесоюзного конкурса имени Глинки (1968).

## Награды и звания
- Орден князя Ярослава Мудрого V степени (20 сентября 2007 года) — за весомые творческие достижения, значительный личный вклад в развитие национального оперного и балетного искусства, сохранение и обогащение культурных традиций города Одессы[3].
- Юбилейная медаль «20 лет независимости Украины» (1 декабря 2011 года) — за весомый личный вклад в социально-экономическое и культурное развитие Украины, весомые достижения в профессиональной деятельности, многолетний добросовестный труд и по случаю годовщины подтверждения всеукраинским референдумом 1 декабря 1991 года Акта провозглашения независимости Украины[4].
- Народный артист Украины (15 июня 1994 года) — за значительный личный вклад в развитие театрального искусства и музыкальной культуры, высокое исполнительское мастерство[1][2].
- Заслуженный артист Украинской ССР (1975).